# Stenocactus ochoterenanus
Stenocactus ochoterenanus ist eine Pflanzenart aus der Gattung Stenocactus in der Familie der Kakteengewächse (Cactaceae). Das Artepitheton ochoterenanus ehrt den mexikanischen Botaniker Isaac Ochoterena (1885–1950).

## Beschreibung
Stenocactus ochoterenanus wächst einzeln mit niedergedrückt kugelförmigen bläulich grünen Trieben und
erreicht bei Durchmessern von 10 Zentimetern Wuchshöhen von bis 8 Zentimetern. Die etwa 30 schmalen Rippen sind gewellt und um die gelbliche Areolen verbreitert. Die vier flachen und breiten Mitteldornen sind gelb und werden im Alter strohfarben. Die oberen von ihnen sind 5 bis 6 Zentimeter lang und 2 Millimeter breit. Die unteren Mitteldornen werden noch breiter. Die 22 und mehr nadelförmigen Randdornen sind weiß. Sie sind mit bis 1,2 Zentimeter alle gleich lang, ausgebreitet und über den Trieb zurückgebogen.
Die hellrosafarbenen oder weißen Blüten besitzen einen etwas purpurfarbenen Mittelstreifen. Die kugelförmigen Früchte sind grün.

## Verbreitung, Systematik und Gefährdung
Stenocactus ochoterenanus ist in den mexikanischen Bundesstaaten Querétaro und Guanajuato verbreitet.
Die Erstbeschreibung durch Ernst Tiegel wurde 1933 veröffentlicht. Nomenklatorische Synonyme sind Echinofossulocactus ochoterenaus (Tiegel) H.C.Whitmore (1934) und Echinofossulocactus boedekerianus f. ochoterenanus (Tiegel) P.V.Heath (1992).
In der Roten Liste gefährdeter Arten der IUCN wird die Art als „Data Deficient (DD)“, d. h. mit keinen ausreichenden Daten geführt.

## Nachweise